# Лоріс Каріус
Лоріс Свен Каріус (нім. Loris Karius, нар. 22 червня 1993, Біберах-на-Рісі, Німеччина) — німецький футболіст, воротар клубу «Шальке 04».

## Клубна кар'єра
Вихованець юнацьких команд футбольних клубів «Ульм 1846», «Штутгарт» і «Манчестер Сіті».

### «Майнц»

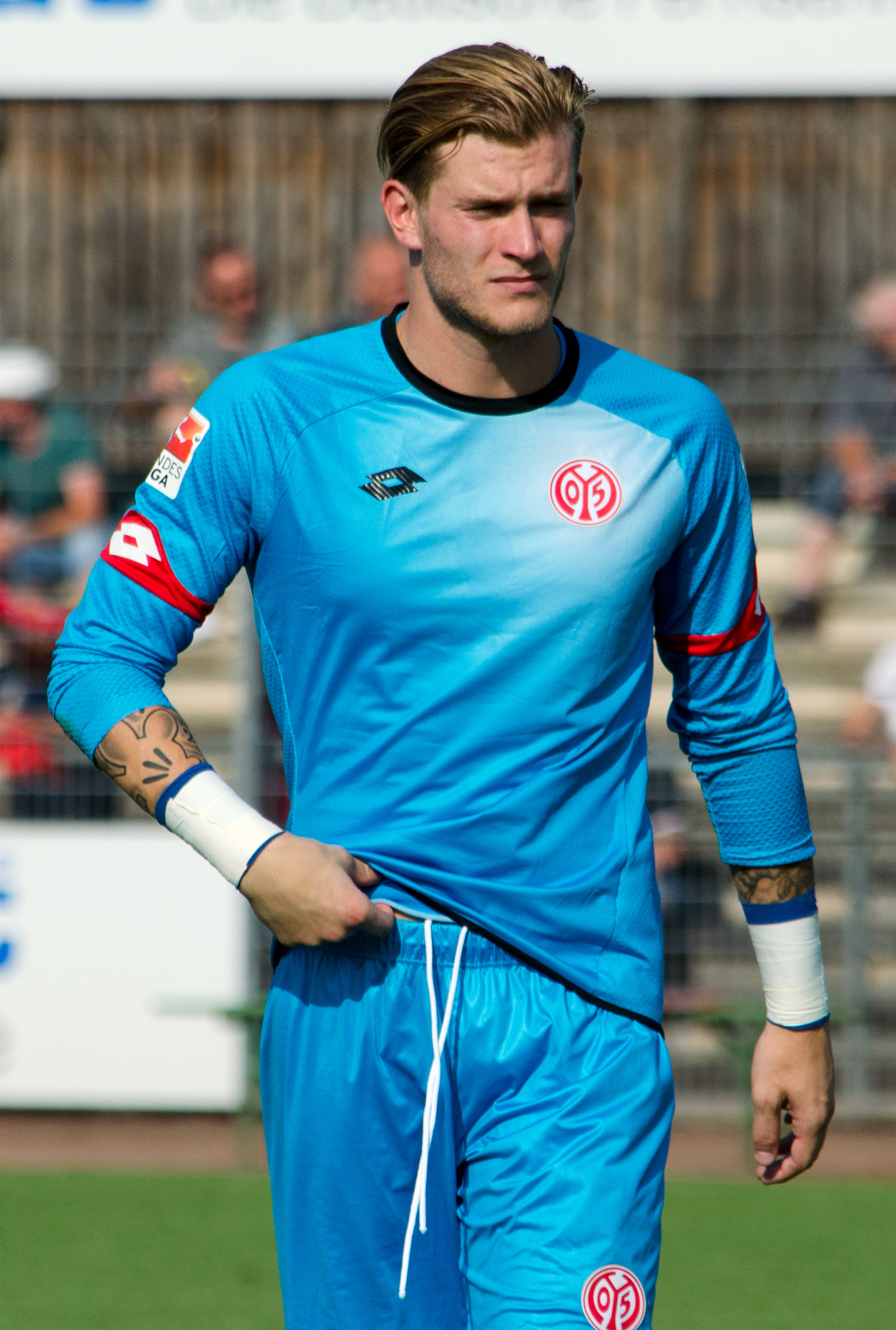
Лоріс Каріус у складі «Майнца»

У дорослому футболі Каріус дебютував 1 грудня 2012 року. А з наступного сезону Лоріус став основним воротарем «Майнца», не пропускаючи жодного матчу клубу в чемпіонаті та Кубку Німеччини. Саме з Каріусом у воротах «Майнц» повернувся до єврокубків та представляв країну в Лізі Європи.
Під час сезону 2014/15 зацікавленість німецьким голкіпером виявляла низка європейських клубів. Керівництво «Майнца» не хотіло відпускати Каріуса безкоштовно, тому у 2015 році клуб підписав зі своїм воротарем новий трирічний контракт. Але вже в травні 2016 року стало зрозуміло, що наступний сезон Каріус розпочне у складі англійського «Ліверпуля».

### «Ліверпуль»
24 травня 2016 року Каріус підписав з «Ліверпулем» п'ятирічний контракт. Під час міжсезонних зборів команди Каріус став першим номером для тренера англійців Клоппа. Але через травму руки воротар був змушений пропустити початок чемпіонату Англії. Його дебют у складі мерсисайдців відбувся 20 вересня 2016 року. Згодом німець забронював за собою постійне місце у воротах «Ліверпуля».
Визначним матчем у кар'єрі Каріуса став київський фінал Ліги чемпіонів проти мадридського «Реала», де воротар припустився двох вирішальних помилок. У першому випадку він просто кинув м'яча в ноги Каріма Бензема, а пізніше не впорався з дальнім ударом Гарета Бейла. Після матчу воротар вибачився перед партнерами по команді та перед фанатами за пропущені голи. Він визнав, що команда програла саме через його помилки.
Одразу після матчу воротар та його родина отримали більше сотні погроз у соцмережах. Коментарі мали вигляд украй недоброзичливих. Так, один з фанатів написав, що він «вб'є його дівчину», інший висловив побажання, щоб його сини «померли від раку». Поліція Мерсісайда займалася розслідуванням цих погроз.
За тиждень після фінального матчу стало відомо, що причиною помилок воротаря став струс мозку, який він отримав у зіткненні з капітаном «Реала» Серхіо Рамосом. Обстеження виявило, що цих помилок Каріус міг припуститися через виникнення зорової просторової дисфункції, яка заважала воротарю визначати правильне положення предметів у просторі.
Фінальний матч Ліги чемпіонів у Києві проти «Реала» став останнім Каріуса у складі «Ліверпуля». Його контракт з клубом добіг кінця влітку 2022 року.

### «Бешикташ» та «Уніон»
У серпні 2018 року Каріус відправився в оренду в турецький «Бешикташ». Орендний договір був розрахований на два роки, але воротар залишив клуб раніше через заборгованість «Бешикташа» у виплаті заробітної плати.
У вересні 2020 року було анонсовано, що наступний сезон Каріус проведе в оренді в стані берлінського «Уніона».

### «Ньюкасл»
У вересні 2022 року Лоріс Каріус на правах вільного агента приєднався до англійського клубу «Ньюкасл». Контракт був підписаний до січня 2023 року.
24 лютого 2024 року Каріус зіграв в Прем'єр-лізі вперше за шість сезонів. Через травми основних голкіперів, Каріус вийшов в основі на матч з лондонським «Арсеналом», який його команда програла 1-4. Після закінчення сезону «Ньюкасл» вирішив не продовжувати контракт з воротарем і 1 липня 2024 року Каріус покинув розташування клубу.

## Виступи за збірні
2008 року дебютував у складі юнацької збірної Німеччини U-16, до 2011 року встиг також зіграти за збірні U-17, U-18, та U-19, узявши участь у 6 іграх на юнацькому рівні.
З 2012 по 2014 роки залучався до складу молодіжних збірних Німеччини, U-20 та U-21. Зіграв у 2 офіційних матчах.